# Aplomya campestris
Aplomya campestris là một loài ruồi trong họ Tachinidae.